# Berengueria cryptica
Berengueria cryptica är en insektsart som beskrevs av Nicholas David Jago 1996. Berengueria cryptica ingår i släktet Berengueria och familjen gräshoppor. Inga underarter finns listade i Catalogue of Life.